# Gracie Films
Gracie Films es una compañía de producción de películas y series de televisión, creada por James L. Brooks en 1986 para The Tracey Ullman Show. Desde ese momento, la compañía ha producido una gran cantidad de películas premiadas, incluyendo Los Simpson, Broadcast News y Jerry Maguire. La  compañía está principalmente asociada con Sony Pictures Entertainment, pero todavía conservan una oficina en la 20th Century Fox. Su logo, mostrado al finalizar cada episodio de Los Simpson, muestra una imagen de un cine en el que se escuchan a varias personas hablando, para que pueda escuchar a una mujer chistando, para poder ver la película, que resulta ser el logo de la compañía. Una variante de la animación es que en los especiales de Halloween se escucha el grito de la mujer (al menos desde el Treehouse of Horror IV de Los Simpson) y una música de fondo en un órgano o piano, muy similar a la melodía de la productora (al menos desde Treehouse of Horror II, también de Los Simpson)
El tema de Gracie Films fue oído por primera vez en 1987 y fue creado por Jeffrey Townsend, mientras que "King of Wishful Thinking" y fue hecho en 1990 por Martin Page, Peter Cox y Richard Drummie.

## Filmografía

### Televisión
| Título                 | Creador(es)                                             | Años activa   | Coproducido por                                                                                              | Distribución                 |
| ---------------------- | ------------------------------------------------------- | ------------- | --- | ---------------------------- |
| The Tracey Ullman Show | James L. Brooks, Jerry Belson, Ken Estin, Heide Perlman | 1987–1990     | Klasky Csupo                                                                                                 | 20th Century Fox             |
| Los Simpson            | Matt Groening                                           | 1989–presente | - Klasky Csupo (Temporada 1-3) - Film Roman (Temporada 4-27) - The Curiosity Company (Temporada 28–presente) | 20th Century Fox             |
| Sibs                   | Heide Perlman                                           | 1991–1992     | Columbia Pictures Television                                                                                 | Columbia Pictures Television |
| Phenom                 | Sam Simon, Dick Blasucci, Marc Flanagan                 | 1993–1994     | ELP Communications                                                                                           | Columbia Pictures Television |
| El crítico             | Al Jean, Mike Reiss                                     | 1994–1995     | Film Roman                                                                                                   | Columbia Pictures Television |
| What About Joan?       | Ed. Weinberger                                          | 2001–2002     | Columbia TriStar Television                                                                                  | Columbia Pictures Television |

### Películas
| Título                             | Fecha de estreno        | Director           | Coproducida por                                                          | Distribuidor      | Notas                                                     |
| ---------------------------------- | ----------------------- | ------------------ | ------------------------------------------------------------------------ | ----------------- | --------------------------------------------------------- |
| Broadcast News                     | 16 de diciembre de 1987 | James L. Brooks    |                                                                          | 20th Century Fox  |                                                           |
| Big                                | 3 de junio de 1988      | Penny Marshall     |                                                                          | 20th Century Fox  |                                                           |
| Say Anything...                    | 14 de abril de 1989     | Cameron Crowe      |                                                                          | 20th Century Fox  |                                                           |
| La guerra de los Rose              | 8 de diciembre de 1989  | Danny DeVito       | Jersey Films Regency International Pictures (No acreditada)              | 20th Century Fox  |                                                           |
| I'll Do Anything                   | 4 de febrero de 1994    | James L. Brooks    |                                                                          | Columbia Pictures |                                                           |
| Bottle Rocket                      | 21 de febrero de 1996   | Wes Anderson       | Indian Paintbrush Boyle-Taylor Productions                               | Columbia Pictures |                                                           |
| Jerry Maguire                      | 16 de diciembre de 1996 | Cameron Crowe      | Vinyl Films                                                              | TriStar Pictures  |                                                           |
| As Good as It Gets                 | 25 de diciembre de 1997 | James L. Brooks    |                                                                          | TriStar Pictures  |                                                           |
| Riding in Cars with Boys           | 19 de octubre de 2001   | Penny Marshall     | Columbia Pictures                                                        |                   |                                                           |
| Spanglish                          | 17 de diciembre de 2004 | James L. Brooks    | Columbia Pictures                                                        |                   |                                                           |
| Los Simpson: la película           | 27 de julio de 2007     | David Silverman    | Rough Draft Feature Animation Film Roman AKOM 20th Century Fox Animation | 20th Century Fox  | Película animada basada en la serie "Los Simpson" de Fox. |
| How Do You Know                    | 17 de diciembre de 2010 | James L. Brooks    |                                                                          | Columbia Pictures |                                                           |
| The Edge of Seventeen              | 18 de noviembre de 2016 | Kelly Fremon Craig | Huayi Brothers Pictures Tang Media Productions                           | STX Entertainment |                                                           |
| ¿Estás ahí, Dios? Soy yo, Margaret | 28 de abril de 2023     | Kelly Fremon Craig |                                                                          | Lionsgate Films   |                                                           |

### Cortometrajes
| Título                                             | Released                | Coproducida por           | Distribuidor                        | Notas |
| -------------------------------------------------- | ----------------------- | ------------------------- | ----------------------------------- | --- |
| Maggie Simpson in "The Longest Daycare"            | 13 de julio de 2012     | Film Roman                | 20th Century Fox                    | Cortometraje lanzado en el estreno de Ice Age: Continental Drift de Blue Sky Studios |
| Maggie Simpson in "Playdate with Destiny"          | 10 de abril de 2020     | 20th Television Animation | Walt Disney Studios Motion Pictures | Cortometraje lanzado en el estreno de Unidos de Disney-Pixar |
| Maggie Simpson in "The Force Awakens from its Nap" | 4 de mayo de 2021       | 20th Television Animation | Disney+                             | |
| El Bueno, el Bart y el Loki                        | 7 de julio de 2021      | 20th Television Animation | Disney+                             | - Cortometraje crossover entre los personajes de las series "Los Simpson" de Fox y "Loki" de Disney+. - Se confirma el retorno de las voces originales de la serie "Los Simpson" en el doblaje latino después de 16 años. |
| The Simpsons Balenciaga                            | 2 de octubre de 2021    | 20th Television Animation | YouTube                             | |
| Los Simpson en Plusniversario                      | 12 de noviembre de 2021 | 20th Television Animation | Disney+                             | |
| Te deseo lo mejor                                  | 24 de diciembre de 2021 | 20th Television Animation | YouTube y Star+                     | Cortometraje en colaboración con el cantante Bad Bunny. |
| Cuando Billie Eilish conoció a Lisa                | 22 de abril de 2022     | 20th Television Animation | Disney+                             | |
| Los Simpson: Bienvenidos al Club                   | 8 de septiembre de 2022 | 20th Television Animation | Disney+                             | |
| The Simpsons Meet the Bocellis in "Feliz Navidad"  | 15 de diciembre de 2022 | 20th Television Animation | Disney+                             | Cotrometraje en colaboración con el cantante Andrea Bocelli. |
| Maggie Simpson in "Rogue Not Quite One"            | 4 de mayo de 2023       | 20th Television Animation | Disney+                             | |
| May The 12th Be With You                           | 10 de mayo de 2024      | 20th Television Animation | Disney+                             | Cortometraje en celebración del día de las madres. |